# Kissaviarsuk-33
Il Kissaviarsuk-33 conosciuta anche come K-33 è una squadra calcistica groenlandese con sede nella città di Qaqortoq.

## Storia
Il K-33 è stato fondato nel 1933 ed è la prima società calcistica groenlandese di sempre.
Nella sua storia non ha mai vinto un altro trofeo oltre al campionato groenlandese eccezion fatta per il Pokalturneringen nel 1966.

## Palmarès
Competizioni nazionali
- Campionato groenlandese: 8 (1963, 1966, 1969, 1987, 1988, 1991, 1998, 2003)
- Pokalturneringen: 1 (1966)

## Calciatori storici
Secondo le statistiche ufficiali disponibili, il miglior marcatore di sempre del K-33 è Salik Sebulonsen oltre ad esser stato il capocannoniere del campionato groenlandese nella stagione 2018, con 9 reti, segnate mentre vestiva la maglia del K-33.